# Mamaï (film)
Pour plus de détails, voir Fiche technique et Distribution.
Mamaï  en ukrainien : Мамай est un film ukrainien réalisé par Oles Sanin, sorti en 2003.

## Présentation
C'est un film qui parle des tatares au temps de Mamaï. Il s'agissait du travail de diplôme d'Oles Sanin tourné au Studio Dovjenko. Primé au festival Molodist, c'est aussi le 75e de la liste des 100 meilleurs films de l'histoire du cinéma ukrainien ; il est aussi le film représentant l'Ukraine à l'Oscar du meilleur film en langue étrangère pour l'année 2003.

## Équipe technique
- Musique de Alla Zahaikevych[1].

## Distribution
- Victoria Spesyvtseva est une Tatar.
- Nazl Seytablayeva est une fille tatare.
- Andriy Bilous est le cosaque Mamaï, le frère cadet.
- Oles Sanin est un cosaque, le frère cadet.
- Serhiy Romanyuk est un cosaque, le frère aîné.
- Akhtem Seitablayev est un guerrier tatare.
- Eldar Akimov est un guerrier tatare.
- Emil Rasilov est un guerrier tatare.